# Rote Hellström
Rote Fredrik Rafael Hellström (ur. 1 kwietnia 1908 w Uusikaupunki, zm. 13 listopada 1995 w Helsinkach) – fiński żeglarz, olimpijczyk.
Na regatach rozegranych podczas Letnich Igrzysk Olimpijskich 1948 wystąpił w klasie 6 metrów zajmując 9. pozycję. Załogę jachtu Raili tworzyli również Valo Urho, Ernst Westerlund, Ragnar Jansson, Adolf Konto i Rolf Turkka.